# Савельєва Елеонора Анатоліївна
Елеонора Анатоліївна Савельєва (нар. 15 листопада 1937, с. Пийолдіно Сисольського району Комі АРСР) — російська вчена, історик і археолог, доктор історичних наук, заслужена діячка науки Комі АРСР (1987), заслужена діячка науки Російської Федерації (1998).

## Життєпис
Народилася 15 листопада 1937 року в селі Пийолдіно Сисольського району Комі АРСР. 1959 року закінчила історичний факультет Уральського державного університету в Свердловську і була направлена у відділ історії, етнографії та археології Комі філії Академії Наук СРСР, працювала на посаді старшої лаборантки, від 1961 до 1972 року — молодшим науковим співробітником. 1969 року в Інституті археології Академії Наук СРСР (Москва) захистила дисертацію на здобуття наукового ступеня кандидата історичних наук «Перм вичегодська за археологічними матеріалами». Від 1972 до 1985 року працювала в Сиктивкарському державному університеті на посаді старшої викладачки кафедри історії історико-філологічного факультету (1972—1975), доцентки кафедри СРСР (1975—1977), деканки історичного факультету (1977—1979), доцентки кафедри історії СРСР (1975—1977), завідувачкою кафедри історії СРСР (1982—1985). 1985 року обрана за конкурсом на посаду завідувачки відділу археології Інституту мови, літератури та історії Комі НЦ УрВ РАН, від 1991 року — заступницею директора інституту з наукової роботи. 1995 року в Інституті археології Російської академії наук (Москва) захистила дисертацію на здобуття наукового ступеня докторки історичних наук «Європейський Північний Схід в епоху середньовіччя».

## Наукова діяльність

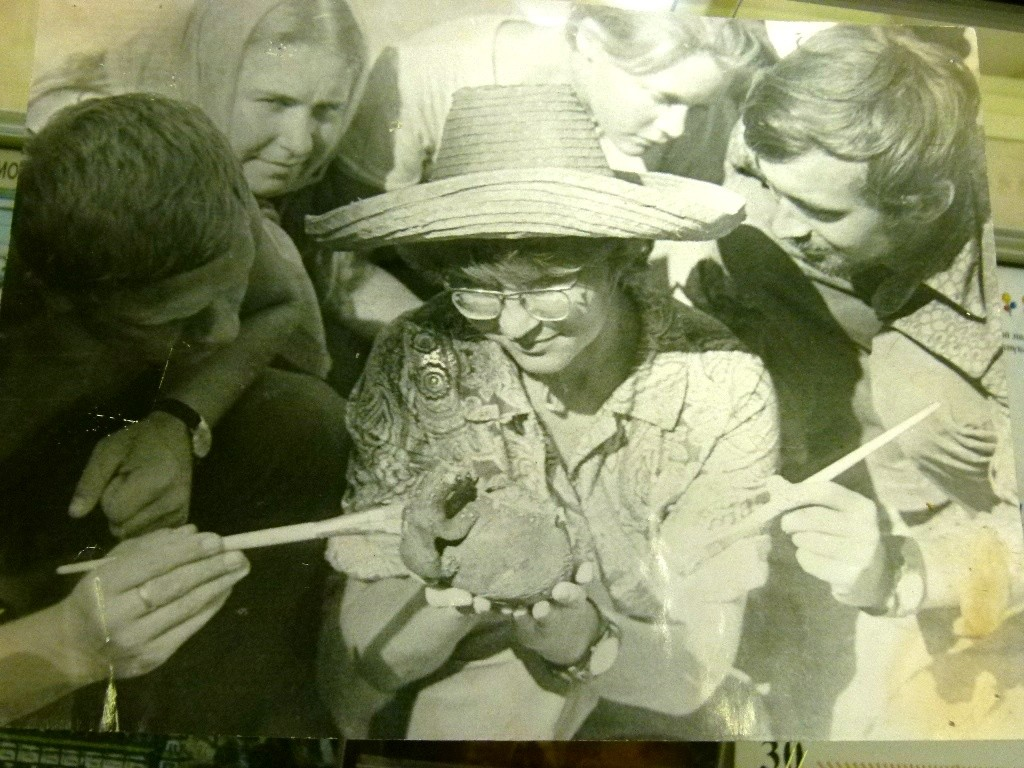
Елеонора Савельєва і студенти вивчають знахідку — дерев'яну чашу

Основну сферу наукових інтересів становить етногенез та етнічна історія народу комі в епоху середньовіччя, давньоруська колонізація Європейського Північного Сходу. Від 1961 року почала проводити самостійні польові археологічні розкопки. Брала участь і керувала археологічними розкопками на території республіки Комі і Архангельської області. Серед знайдених нею стародавніх артефактів — дерев'яна чаша з ручкою у вигляді скульптури ведмедя, срібний сасанідський ритон у формі голови бика, залізна кольчуга тощо. Ці знахідки, через історичну і культурну цінність, зберігаються в Ермітажі. Відкрила та дослідила пам'ятки першої половини II тисячоліття н. е. на території Республіки Комі і Архангельської області, які дозволили забезпечити джерелами період початкового етапу формування комі етносу. Обґрунтувала генетичні витоки культури Пермі Вичегодської (безпосередніх предків комі-зирян) у попередніх місцевих культурах ранньої залізної доби, роль і вплив прибалтійсько-фінського і давньоруського компонентів в етногенезі комі-зирян, реконструювала господарство, побут, матеріальну і духовну культуру Пермі Вычегодської, досліджувала роль давньоруської колонізації в історії народу комі.
Автор понад 250 наукових праць, серед яких 16 монографій та науково-популярних книг: «Перм вичегодська» (1971), «Вимські могильники» (1987), «Жигановський могильник» (2010), «Иджидельський могильник» (2014), навчальний посібник «Археологія Комі АРСР» та інші, співавторка колективних монографій: «Історія Комі АРСР» (1978), «Історія селянства Європейської Півночі СРСР» (1984), «Археологія Республіки Комі» (1997), «Фінно-угри Поволжя і Приуралля в середні віки» (1999), навчальних посібників для учнів шкіл «Наш край в історії СРСР» та «Історія рідного краю», «Історичний атлас Республіки Комі». Редакторка понад 20 наукових збірок статей і монографій, серед них фундаментальна узагальнювальна монографія «Археологія Республіки Комі»; упорядниця, редакторка та авторка низка робіт: «Народне мистецтво народу комі», «Історико-культурний атлас Республіки Комі» (1997), «Атлас Республіки Комі» (2001, 2011).
Була відповідальною редакторкою матеріалів низки міжнародних конгресів і конференцій, організаторкою міжнародних, всесоюзних, всеросійських та регіональних наукових форумів: VI Міжнародного конгресу фінно-угрознавців 1985 року, Міжнародного симпозіуму «Проблеми історико-культурного середовища Арктики» 1991 року, Міжнародної конференції «Християнізація Комі краю та її роль у розвитку державності та культури» 1996 року та інших.

## Викладацька діяльність
Від 1972 до 1985 року працювала в Сиктивкарському державному університеті. Від 1972 до 1975 року — викладачка кафедри історії історико-філологічного факультету, від 1975 до 1977 року — доцентка кафедри історії СРСР, від 1977 до 1979 року — деканка історичного факультету, від 1979 до 1982 року — доцентка кафедри історії СРСР, від 1982 до 1985 року — завідувачка кафедри історії СРСР. Читала лекційні курси «Основи археології», «Основи етнографії», «Історія первісного суспільства», «Археологія Комі АРСР». Займалася підготовкою фахівців-археологів, здійснюючи керівництво студентами-дипломниками, аспірантами та здобувачами наукового ступеня. Протягом ряду років є головою комісії з прийому державних іспитів Сиктивкарського державного університету імені Питирима Сорокіна.

## Науково-організаційна діяльність
Керувала історичним факультетом СиктДУ (1977—1979 роки), була заступницею директора Інституті мови, літератури та історії Комі НЦ Урв РАН. Організовувала і проводила конференції міжнародного і всеросійського рівнів (1985—2001 роки)
Від 1985 року продовжила роботу в Інституті мови, літератури та історії Комі наукового центру Уральського відділення Російської академії наук. Від 1985 до 2001 року була заступницею директора інституту з наукової роботи, від 1985 до 2008 року — начальницею відділу археології. Була членом експертної ради Міжвідомчої координаційної ради з науки при Голові Республіки Комі, Комісії з прав людини при Голові Республіки Комі, координаційної ради Міжнародного комітету істориків фінно-угрознавців. Була членом вченої ради історичного факультету, вченої ради Сиктивкарського державного університету. Займала посаду відповідальної редакторки серії «Матеріали з археології Європейського Сходу», членом редакційної колегії серії «Наукові доповіді» Комі наукового центру Уральського відділення Російської академії наук, журналу «Фінно-угрознавство» (Казань), науково-публіцистичного журналу «Арт», науково-популярного збірника «Джерела парми» та інших видань.

## Нагороди та премії
Нагороджена Почесними грамотами Ради міністрів Комі СРСР, президії Верховної ради Комі АРСР, медаллю «За доблесну працю» (1970), Заслужена діячка науки Комі АРСР (1987), Заслужена діячка науки Російської Федерації (1998). Лауреатка премії Комі комсомолу (1969), Лауреатка Державної премії Республіки Комі в галузі науки (1998, 2001, 2011). Пам'ятна медаль Союзу жінок Росії (2001), Орден Дружби (2003), Почесна ветеранка Уральського відділення Російської академії наук (2014), відзнака «За бездоганну службу Республіки Комі» (2011), «Почесна діячка науки Республіки Комі».(2017)